# Agriades aquilo
Agriades aquilo is een vlinder uit de familie van de Lycaenidae. De wetenschappelijke naam van de soort werd in 1832 als Argus aquilo gepubliceerd door  Jean Baptiste Boisduval. De soort is de naamgever van de aquilo-groep binnen het geslacht Agriades maar wordt tegenwoordig meestal beschouwd als een ondersoort van het noordelijk mansschildblauwtje (Agriades glandon), de typesoort van het geslacht.